# Junling Linchang (bondby i Kina, Heilongjiang Sheng, lat 48,60, long 129,61)
Junling Linchang (kinesiska: 峻岭林场) är en bondby i Kina. Den ligger i provinsen Heilongjiang, i den nordöstra delen av landet, omkring 390 kilometer nordost om provinshuvudstaden Harbin. Antalet invånare är 228. Befolkningen består av 111 kvinnor och 117 män. Barn under 15 år utgör 3,0 %, vuxna 15-64 år 93 %, och äldre över 65 år 3,0 %.
Runt Junling Linchang är det ganska glesbefolkat, med 40 invånare per kvadratkilometer. Närmaste större samhälle är Linhai Linchang, 14,2 km norr om Junling Linchang. I omgivningarna runt Junling Linchang växer i huvudsak blandskog.
Genomsnittlig årsnederbörd är 969 millimeter. Den regnigaste månaden är juli, med i genomsnitt 233 mm nederbörd, och den torraste är januari, med 11 mm nederbörd.